# Szlak Lwówek Śląski-Rząsiny

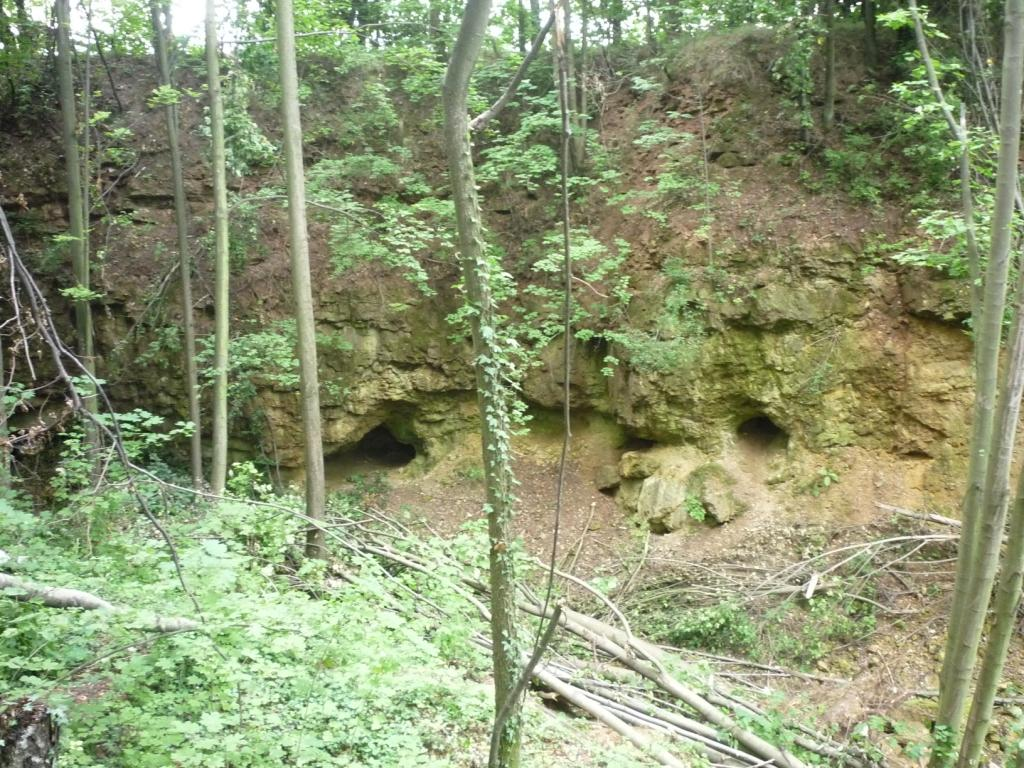
Jaskinie Czerwona i Krótka

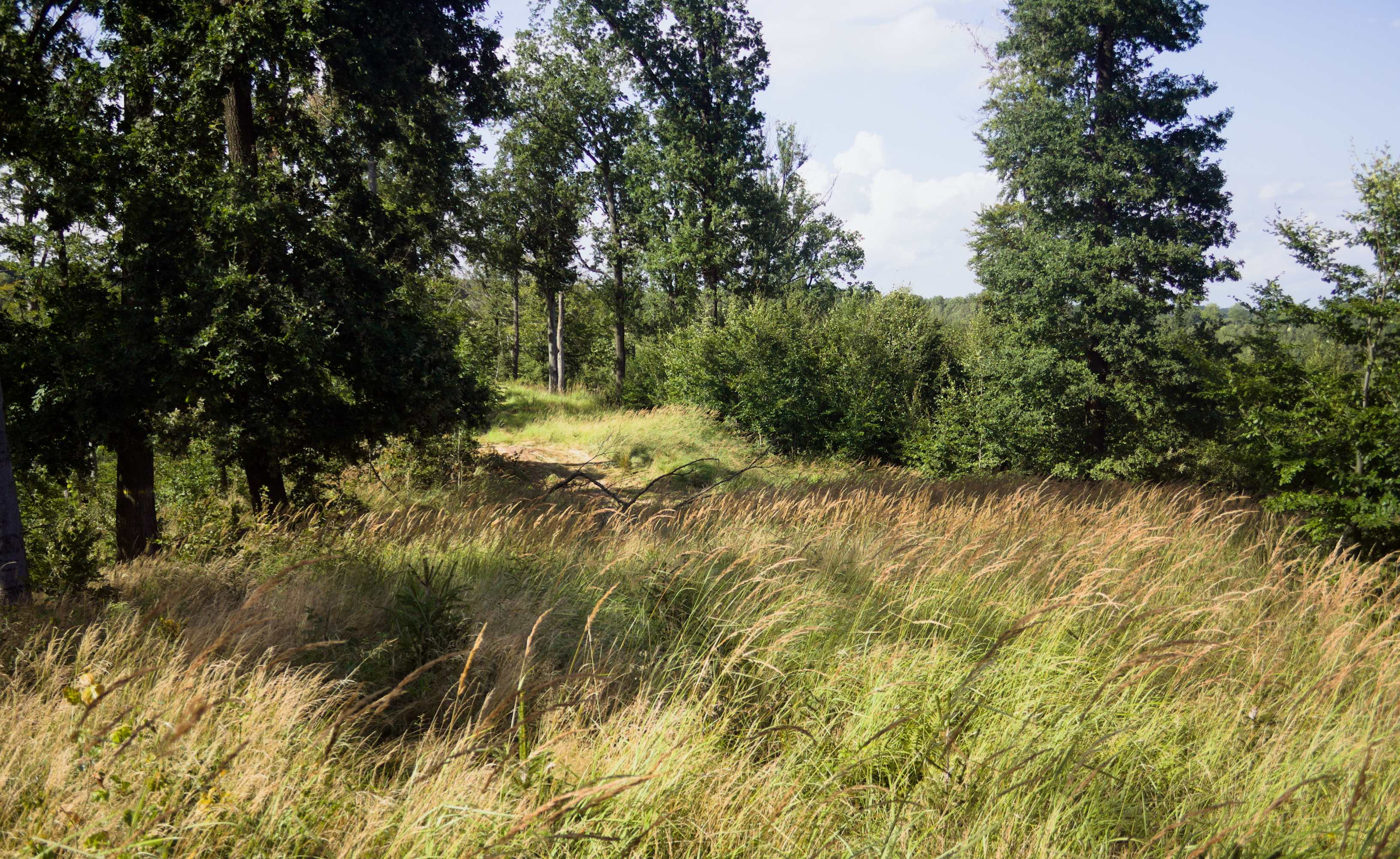
Góra Heleny – miejsce po zamku Pirszyn

 Szlak Lwówek Śląski – Rząsiny – znakowany szlak turystyczny z Lwówka Śląskiego do Rząsin o długości 11,9 km (wg niektórych opracowań 11,1 km). Szlak przebiega przez Pogórze Izerskie województwa Dolnośląskiego; oznaczony jest kolorem czarnym. Fragment szlaku przebiegający przez Płóczki Dolne prowadzi do trzech z czterech Jaskiń w Płóczkach Dolnych – Czerwonej, Lisiej i Krótkiej.

## Przebieg szlaku
Na podstawie turystycznej mapy szlaku:
- 0,0 km Lwówek Śląski
- 0,3 km Lwówek Śląski – Stare Miasto
- 1,2 km Lwówek Śląski – Skały Kawalerskie
- 3,6 km Płóczki Dolne
- 4,0 km Płóczki Dolne – Jaskinie
- 4,4 km Płóczki Dolne
- 9,0 km Pirszyn – Góra Heleny[4]
- 11,9 km Rząsiny – Zamek Podskale[6]